# Cuộc vây hãm Olmütz
Cuộc vây hãm Olmütz là một trận bao vây trong cuộc Chiến tranh Bảy Năm, diễn ra khi vị vua - chiến binh nước Phổ là Friedrich II Đại Đế xuất chinh đánh xứ Mähren thuộc Vương triều nhà Habsburg vào Mùa Xuân năm 1758. Số là do quân Nga xâm chiếm vùng Đông Phổ nên ông quyết tâm tung một đòn giáng vào nước Aó nhằm loại Áo ra khỏi vòng chiến trước khi tìm diệt người Nga. Lúc bấy giờ Olmütz là pháo đài lớn nhất của Quân đội Áo. Trận công kích này cuối cùng đã bị sách lược của Thống chế Áo là Bá tước Leopold Joseph von Daun đánh bại, song Friedrich II Đại Đế đã tổ chức cuộc lui binh hiển hách.
Sau khi chiến dịch năm 1757 kết thúc thắng lợi, nhà vua Friedrich II Đại Đế tiến quân vào vùng Mähren và tổ chức trận công kích này. Pháo đài Olmütz vốn đã được quân Áo gầy dựng hết sức vững chãi, kiên cố. Ông cũng chọn một vị trí cho mình để theo dõi kẻ địch phòng vệ. Giữa trận vây này, Thống chế Leopold Joseph von Daun - kình địch của nhà vua nước Phổ, đã có thời cơ để thể hiện năng lực của những lực lượng Khinh Kỵ Binh Áo: họ gây rối loạn đường tiếp tế của Quân đội Phổ, làm tổn thương lớn cho cuộc công kích của Quân đội Phổ. Thay vì đó, Daun không tiếp chiến trực diện với quân địch. Thành thử trận đánh trở nên tồi tệ, bất lợi nghiêng hẳn về phe Friedrich II Đại Đế, làm ông phải hết sức lệ thuộc vào viện binh. Lực lượng quân Phổ phong tỏa pháo đài thì lại quá yếu kém. Song, đội viện binh của Phổ do Trung tướng Hans Joachim von Ziethen chỉ huy đã bị quân Áo đánh tan tác trong trận Domstadtl. Để rồi cuối cùng, Friedrich II Đại Đế phải rút đại binh về đánh nhau với quân Nga nhằm ngăn ngừa Nga - Aó hội quân với nhau.
Đây là một trong những trận công kích đầy tham vọng nhất của Friedrich II Đại Đế. Do nhược điểm của lực lượng Quân đội Phổ trong chiến tranh vây hãm nên trận vây hãm Olmütz cũng thất bại như vài trận vây hãm khác của họ. Thống chế Daun đã áp dụng xuất sắc chiến thuật của danh tướng Fabius thời La Mã cổ, làm hỏng kế hoạch của Friedrich II Đại Đế. Ngoài ra, chiến thắng trong trận Domstadtl cũng thể hiện năng lực của Tướng Gideon Ernst von Laudon, đóng góp to lớn cho thắng lợi của nước Áo. Sự đổ vỡ của cuộc vây hãm này thể hiện khó khăn của các đoàn quân tham chiến trong việc làm nên một cuộc tấn công chiến lược: người Phổ vốn trước kia đã bất thành tại xứ Böhmen. Tuy nhiên, Friedrich II Đại Đế tuy thất bại trong kế hoạch đánh chiếm Olmütz nhưng không phải là bị đại bại. Ông đã tổ chức một cuộc rút quân chỉn chu, dũng mãnh, làm cho chiến thắng của Daun bị mất giá trị đến mức nghiêm trọng. Vốn là Daun lo sợ nhà vua nước Phổ sẽ tấn công vào một nửa quân của ông nên ông chẳng hề dám đụng đến đoàn quân Phổ tinh nhuệ. Tướng Laudon cũng có nỗi lo âu tương tự nên không thể làm gì nổi, khiến vua Phổ rút vè an toàn.
Friedrich II Đại Đế rút quân về Böhmen, sau đó ông lại kéo đại quân về tỉnh Schliesen. Song, không lâu sau ông Bắc tiến về xứ Brandenburg và đánh thắng quân Nga trong trận thư hùng ác liệt ở Zorndorf, cứu nguy nước Phổ.

## Bối cảnh lịch sử
Chiến dịch năm 1757 của cuộc Chiến tranh Bảy Năm (1756 - 1763) đã kết thúc sau khi quân Phổ đại thắng quân Pháp trong trận Roßbach, đại phá quân Áo trong trận Leuthen đồng thời tái chiếm phần lớn tỉnh Schliesen từ tay quân Áo. Quân Áo lâm vào thảm cảnh hết sức nặng nề. Trong khi ấy, vinh quang quân sự của nhà vua nước Phổ là Friedrich II Đại Đế đã lên tới đỉnh cao huy hoàng. Cuối năm 1757, ông đã nghỉ đông tại thành Breslau là thủ phủ của tỉnh Schliesen.
Vào tháng 1 năm 1758, Friedrich II Đại Đế cả tin rằng quân Áo sau chiến bại thê lương của mình sẽ phải rút khỏi cuộc chiến. Do Quân đội Áo đã bị hủy diệt trong trận thư hùng đẫm máu ở Leuthen nên việc tái dựng ba quân là một thử thách rất lớn đối với Đại Công nương Áo là Maria Theresia - Hoàng hậu của Đế quốc La Mã Thần thánh kiêm Nữ vương xứ Hungary. Quân Phổ có thêm nhiều tân binh, nhưng trong khi đó Maria Theresia cũng quyết tâm theo đuổi cuộc chiến: bà huyền chức Tổng tư lệnh quân Áo là Vương công Karl Alexander xứ Lothringen và cử Bá tước Leopold Joseph von Daun lên thay. Đồng thời, Bộ Tổng Tham mưu Áo cũng được thiết lập. Trong khi ấy, về phía Phổ thì thực chất chiến dịch năm 1757 đã đánh mất sinh mạng của bao nhiêu tướng tài và tinh binh của họ. Theresia cũng tiến hành bàn cãi với các đồng minh của Áo về chiến dịch sắp tới. Nước Nga giờ đây quyết tâm tham chiến mãnh liệt hơn lần trước, khi Nữ hoàng Elizaveta Petrovna khỏi bệnh. Tuy nhiên, nước Pháp thì không bao giờ dám đánh trực diện với nhà vua nước Phổ nữa, mà bị liên quân Anh và các tiểu quốc Tây Đức do Vương công Ferdinand xứ Brunswick đánh chận ở miền Tây Đức. Quân Pháp đại bại.
Friedrich II Đại Đế hiểu rõ rằng trọng trách của ông là đánh đuổi quân Nga, do quân Nga đã xâm chiếm miền Đông Phổ vào tháng 1 năm 1758 và họ đang sẵn sàng tiến đánh miền sông Oder. Ông quyết tâm ra trận thật sớm, tung một đòn giáng chiến lược chí mạng nhằm tổn thương quân Áo, để cho ông được tha hồ đập nát quân Nga.